# RQ-14龍眼無人機
RQ-14龍眼無人機（英語：Dragon Eye）是一款由美國海軍研究實驗室和海軍陸戰隊作戰實驗室聯合開發的微型偵察無人機，供美國海軍陸戰隊使用。

## 發展

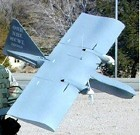
一架龍眼

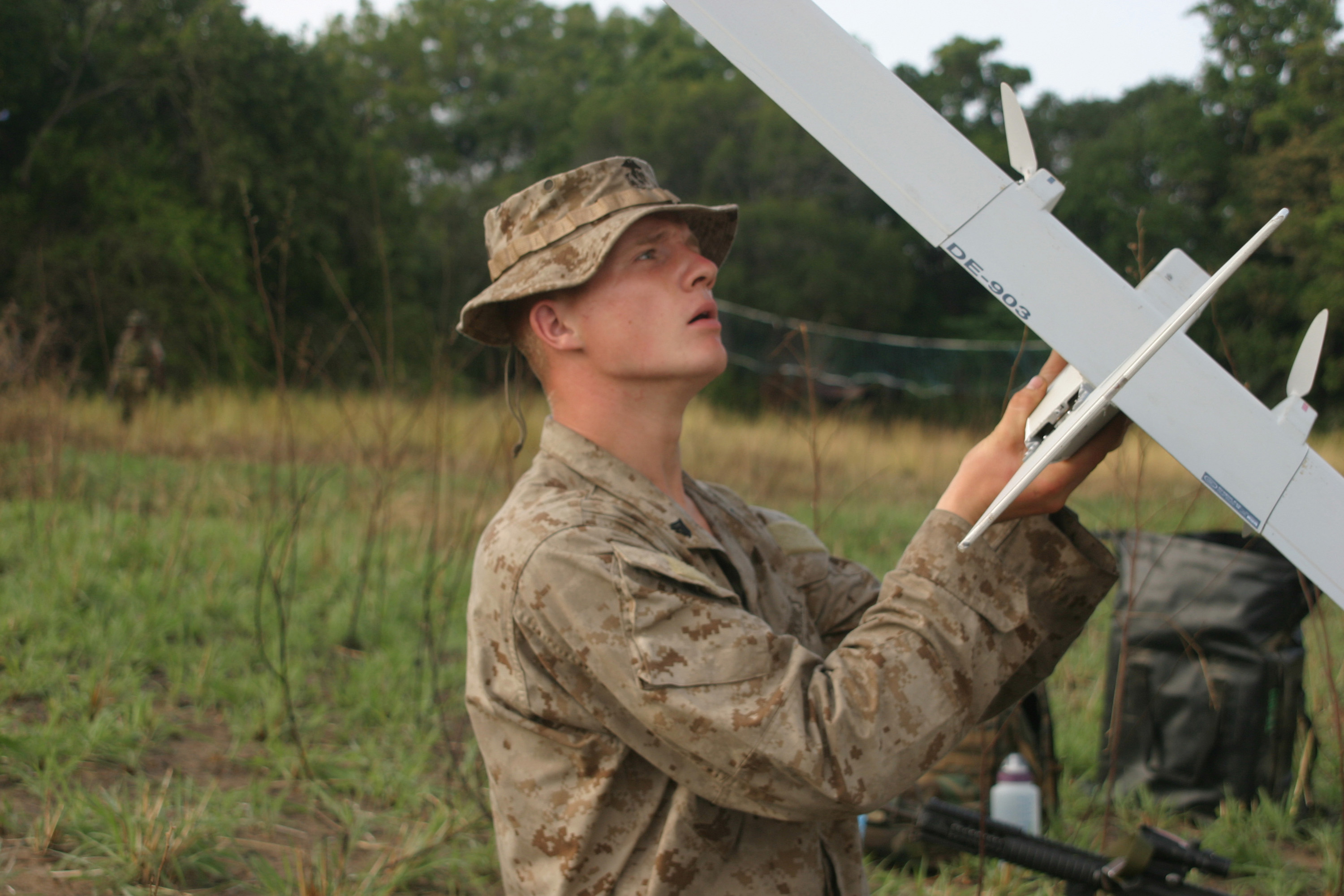
一位陸戰隊員正在檢查龍眼

龍眼採用無尾翼設計，並具有矩形機翼和雙螺旋槳。同時龍眼小巧的體型使其能夠收納於背包中，其重量僅為5磅（2.3公斤），機翼寬3英尺9英寸（1.14公尺）。整體系統重約12磅（5.4公斤）。
龍眼採用彈力繩或手持發射。而龍眼採用分件零件的設計，以提高耐用性，在其中一個零部件損壞或脫離時，可以重新連接或更換新部件。而龍眼採用GPS-INS的航路點導航系統，並由操作員透過連接到筆記型電腦的監視眼鏡近行監視任務。
龍眼主要使用環境為城市戰場中，並能在不知不覺中標敵人給戰友。
空境公司於2003年授權生產龍眼，並在海軍陸戰隊轉而使用其另一款自家產品RQ-11渡鴉式無人偵察機之前，已累積製造了1000多架。

## 外部連結
- AeroVironment Dragon Eye 的存檔，存档日期2009-05-17.
- Project description - from U.S. Joint Forces Command.
- Dragoneye Update
- Mini and Micro UAVs
- AeroVironment, Inc.